# Hypaspiści

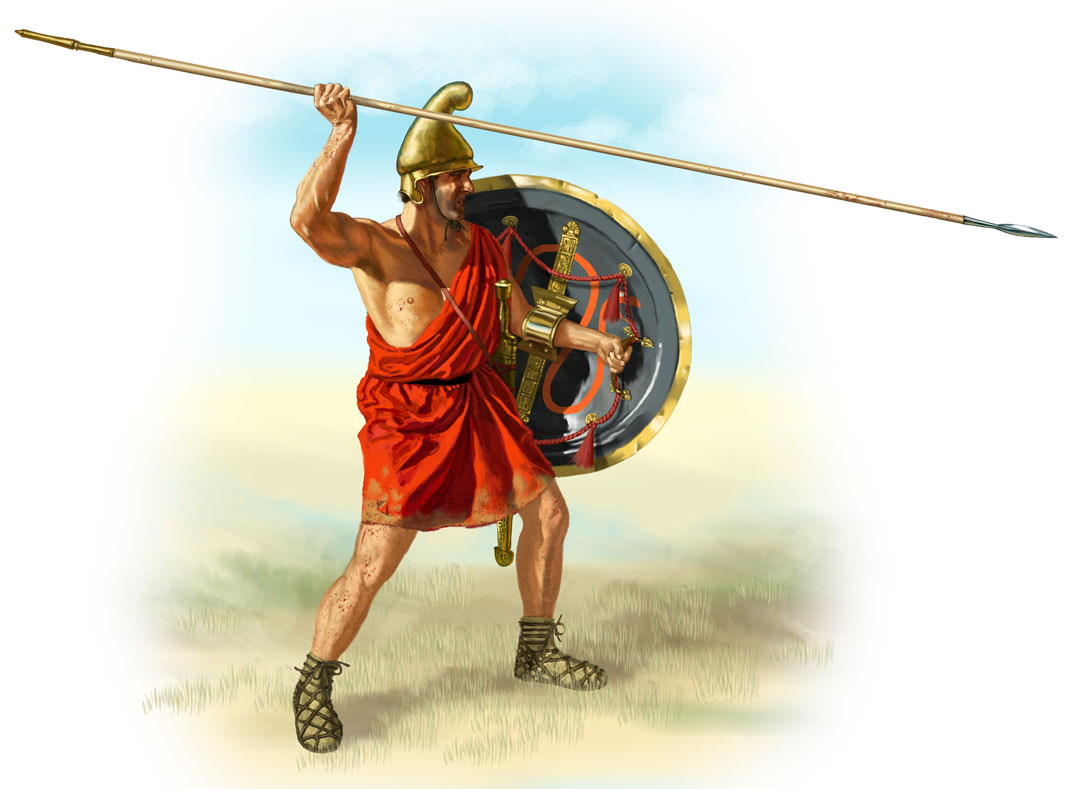
Macedoński hypaspista wyposażony we włócznię, tarczę argiwską i hełm tracki

Hypaspiści (stgr. ὑπασπισταὶ hypaspistài – dosł. tarczownicy, lp υπασπιστής hypaspistḗs) – rodzaj piechoty w wojsku macedońskim i w czasach hellenistycznych.   
Początkowo byli giermkami lub niewolnikami noszącymi w marszu broń (tarczę) i oporządzenie hetajrów, później przekształceni w oddziały lekkozbrojnej piechoty. Choć nie wspomina się o nich przed okresem rządów Aleksandra Wielkiego, to najpewniej już za panowania Filipa II utworzono z nich regularne jednostki piechoty. Władca miał ich rekrutować osobiście spośród mieszkańców królestwa bez względu na miejsce pochodzenia, i pod koniec jego panowania osiągnęli liczebność 3 tysięcy, zorganizowani w trzy duże jednostki „pułkowe”. W tym składzie występowali w bitwie pod Cheroneją, w której odegrali doniosłą rolę, pozorując odwrót i w ten sposób łamiąc szyk nieprzyjacielskiej falangi, a następnie w taktycznym zwrocie rozbijając zdezorganizowane oddziały ścigających ich Greków.

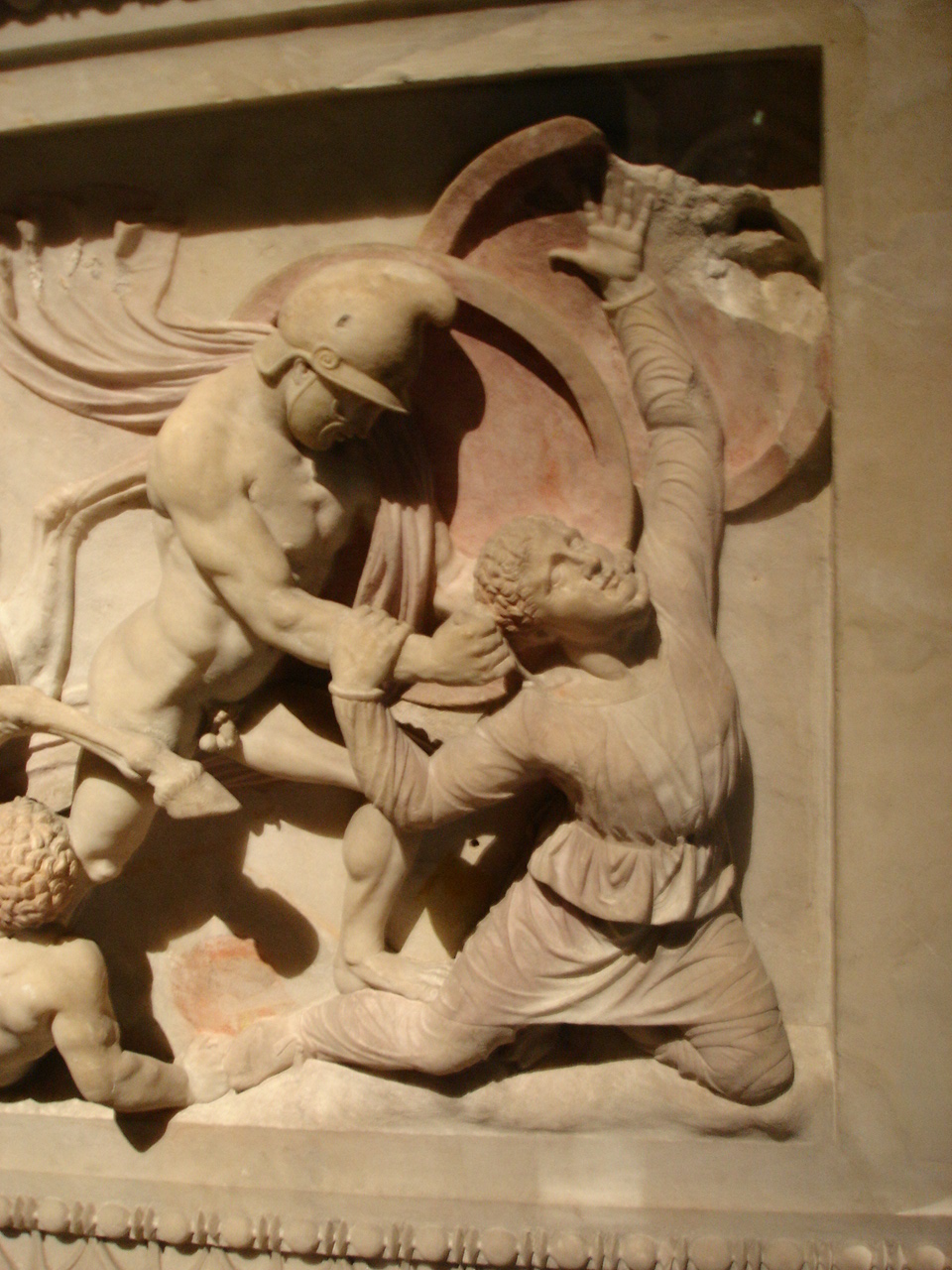
Hypaspista w walce z Persem (scena z tzw. sarkofagu Aleksandra)

W ich dotychczasowej charakterystyce istnieją rozbieżności i kontrowersje co do wyposażenia (uzbrojenia) i roli jako macedońskiej formacji wojskowej. Najogólniej klasyfikowani są jako rodzaj lżejszej od greckich hoplitów piechoty, przynależnej do średniej kategorii pomiędzy ciężkozbrojnymi falangitami (pedzetajrami) a pomocniczymi lekkozbrojnymi peltastami. Nie byli opancerzeni; ich ubiór stanowił skrócony żołnierski chiton i macedońska kauzja. Podobnym do hoplitów, zbrojnym wyposażeniem była krótsza od sarisy falangitów (ok. 2-metrowa) włócznia i krągła tarcza argiwska (hoplon) oraz (później) lekki hełm tracki. Jako broń boczna należał też do niego prosty grecki miecz obosieczny (xiphos). Arrian twierdzi (Wyprawa Aleksandra Wielkiego III 29,7), że w późniejszej kampanii azjatyckiej organizowano ich na wzór perski  w chiliarchie (chiliarchai) pod komendą tysięcznika (chiliarchy), z których pierwsza (jako agema) należała do gwardii królewskiej. Pierwotnie dowodził nimi Nikanor, syn Perdikkasa, którego później zastąpił Seleukos, syn Antiocha. Znane są także nazwiska niższych dowódców: Admetosa, Filotasa, Hellanikosa, Adeosa, Timandra. 
W czasach Aleksandra Wielkiego stanowili osobną formację falangi rozstawianą pomiędzy pieszymi pedzetajrami a jazdą hetajrów. Według Arriana w szyku bojowym zawsze zajmowali pozycję na wrażliwym prawym skrzydle falangitów; ich zadaniem było zabezpieczenie odsłoniętej flanki w chwili, gdy konni hetajrowie odrywali się od całości szyku dla wykonania szarży na nieprzyjaciela. Wyposażeni w tym wypadku w sarisy, w razie potrzeby służyli jako podwojona siła uderzeniowa wspierająca falangitów. Ich wszechstronność umożliwiała też wykorzystanie jako uzbrojonych w oszczepy peltastów. Znani ze swej odporności i wytrwałości, wyznaczani byli do nocnych wypraw i forsownych przemarszów.  